# Abbaye de l'Arc (Lausanne)

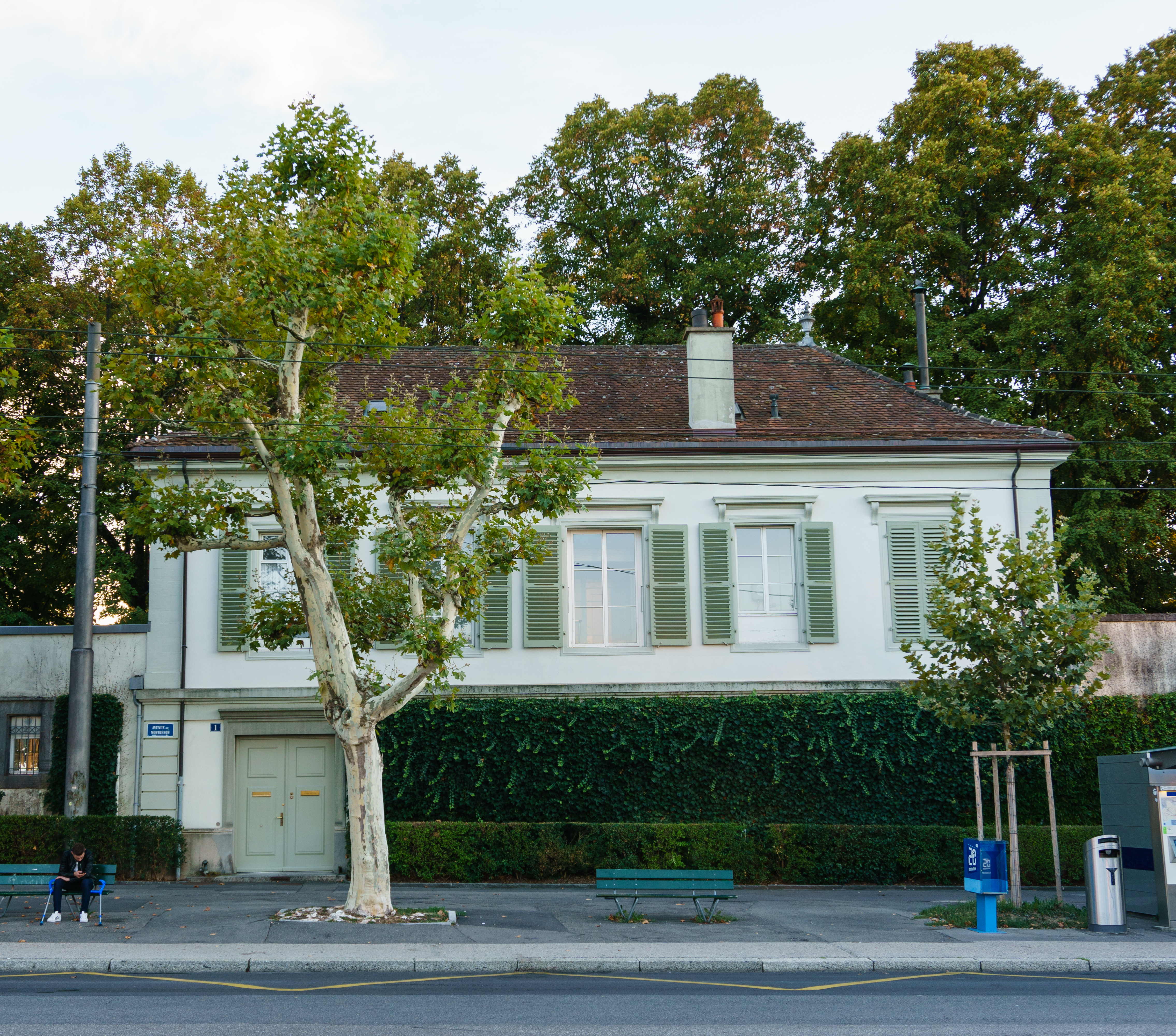
Abbaye de l'Arc en 2018

Pour les articles homonymes, voir Abbaye de l'Arc.
L'Abbaye de l’Arc désigne à la fois une société privée de tir à l’arc et le pavillon néoclassique qui l'abrite depuis 1814. Tous deux se trouvent dans la ville vaudoise de Lausanne, en Suisse.

## Histoire
L’Abbaye de l’Arc est une société de tir fondée en 1691. Dès l’origine, et jusqu’à la fin de l’Ancien-Régime, les exercices avaient lieu en public sur l’esplanade de Montbenon, où se situait le stand de l’arc, voisin de celui des armes à feu.
À l’aube de l’époque cantonale se fait sentir le besoin d’un emplacement privé où les membres puissent non seulement s’exercer, mais se retrouver pour diverses activités conviviales. Un ample terrain, acquis en 1812 à Montbenon, permet alors l’établissement d’une terrasse ombragée de deux, puis trois rangées de tilleuls, entre lesquelles se déroulent les tirs et d’où l’on jouit d’une vue privilégiée sur l’ensemble du paysage lémanique. L’architecte Henri Perregaux, membre de la société, est chargé en 1813 de la conception du pavillon. La relative modestie du budget disponible fait que l’on renonce au modèle néoclassique parisien d’abord proposé pour lui préférer un édifice plus petit et plus simple. Ce bâtiment, achevé en 1814, d’un niveau sur rez-de-chaussée, était à l’origine caractérisé, du côté nord, vers la place Montbenon, par un escalier à deux rampes convergentes, et, sur la façade sud, par un large portique ouvert à colonnes toscanes.
Peu à peu, cette société exclusivement masculine a évolué en un Cercle de réunion, ouvert initialement en été seulement, puis dès 1847 également en hiver. Outre le simple exercice sportif, les membres – une élite intellectuelle, politique, économique et sociale – y trouvent un confortable cabinet de lecture, un restaurant, ainsi que, variant au fil des ans, diverses activités récréatives telles que jeux de cartes et de plateau, billard, quilles, boules, tir au pistolet, voire à l’arbalète.
Le bâtiment a subi de nombreuses modifications, dont la fermeture du portique méridional par un vitrage (1836), l’adjonction de deux petites ailes en 1866 (ouest) et 1871 (est) pour abriter respectivement le billard et la cuisine, ou encore la suppression de l’escalier sur la face nord lors du réaménagement de la place Montbenon en 1883. L’immeuble a longtemps abrité la Ligue vaudoise (1946-1969), le tribunal des mineurs (1941-1974), et, depuis lors, la Société académique vaudoise.
Le site est classé monument historique en 1955, et bien culturel d'importance régionale